# Étangs de La Jonquera
Les étangs de La Jonquera sont un ensemble de petits étangs situés à La Jonquera, en Catalogne (Espagne).

## Situation
La réserve des étangs de La Jonquera est située sur les hauteurs au sud-est du noyau urbain de La Jonquera, autour du Mas dels Estanys et à la limite avec la commune de Cantallops, sur le versant sud du massif des Albères. Le territoire protégé englobe plusieurs zones humides liées aux nappes phréatiques et laissant apparaître de manière intermittente plusieurs étangs. Les étangs et prés humides suivant sont inclus dans la réserve :
- Estany Petit
- Prat Llong de Baix
- Estany Gran ou Estany Gros
- Estany Terra Negra
- Prats ou Estany d'en Figa
- Prats de Mas Baleta
- Estany de Baix

## Protection
La zone est protégée depuis le 1er mars 2001. Son territoire a été redéfini le 1er novembre 2006 puis le 1er juillet 2008. Il est géré à la fois par la commune de La Jonquera et par le Département du Milieu ambiant et de l'Habitat de la Généralité de Catalogne. C'est un site du réseau Natura 2000.

## Végétation
On rencontre diverses espèces de carex, de roseaux et de joncs, bien adaptées aux zones humides. De manière plus notable on remarque également les espèces suivantes :
- L'algue verte Nitella translucens ;
- Diverses espèces d'Isoetes, rares en Catalogne :
  - Isoetes durieui ;
  - Isoetes setacea ;
  - Isoetes velata ;
- Des Callitriche (plantes aquatiques d'eau douce) :
  - Callitriche brutia ;
  - Callitriche obtusangula ;
  - Callitriche stagnalis ;
- L'haloragacée Myriophyllum alterniflorum ;
- La rare lentibulariacée Utricularia vulgaris (une plante carnivore) ;
- Différentes plantes halophytes :
  - Le roseau commun ;
  - La massette à feuilles étroites ;
  - Les joncs Eleocharis palustris et Eleocharis acicularis ;
  - Le rubanier d'eau ;
  - Baldellia ranunculoides ;
  - Le plantain d'eau commun ;
  - Carum verticillatum.

Une part importante de la réserve a été victime d'incendies de forêts en 2012 et replantée depuis grâce au soutien de la commune de La Torre de l'Espanyol.

## Faune
Parmi les reptiles notables, on trouve dans la réserve une espèce de tortue, l'émyde lépreuse.
Il y a également diverses espèces  plus ou moins rares en Espagne de coléoptères, parmi lesquels figurent Haliplus variegatus, Hydrovatus clypealis, Bidessus goudoti et Hydaticus seminiger, ainsi que des sangsues, dont Hirudo medicinalis.

## Itinéraire mégalithique
Un sentier thématique permet de découvrir autour des étangs différents monuments mégalithiques :
- Dolmen dels Estanys I
- Dolmen dels Estanys II
- Dolmen dels Estanys III
- Menhir dels Estanys I
- Menhir dels Estanys I
- Dolmen del Quer Afumat
- Menhir de Quer Afumat I
- Menhir de Quer Afumat II

À quelques mètres à proximité juste en dehors de la réserve et sur le territoire de Cantallops se trouve également l'ensemble mégalithique du Mas Baleta, comprenant deux dolmens et un cromlech.

## Galerie

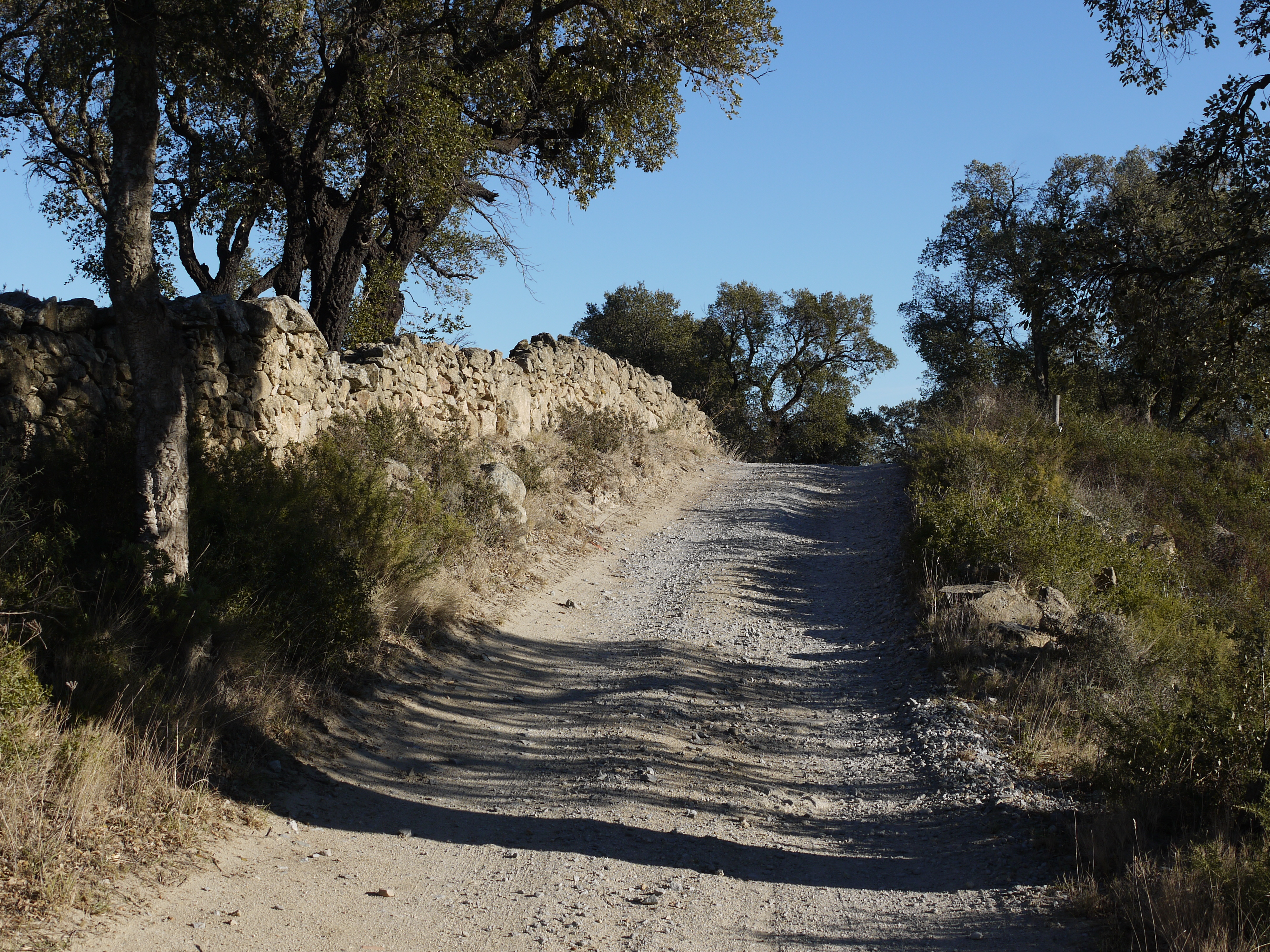
Chemin d'accès au site.
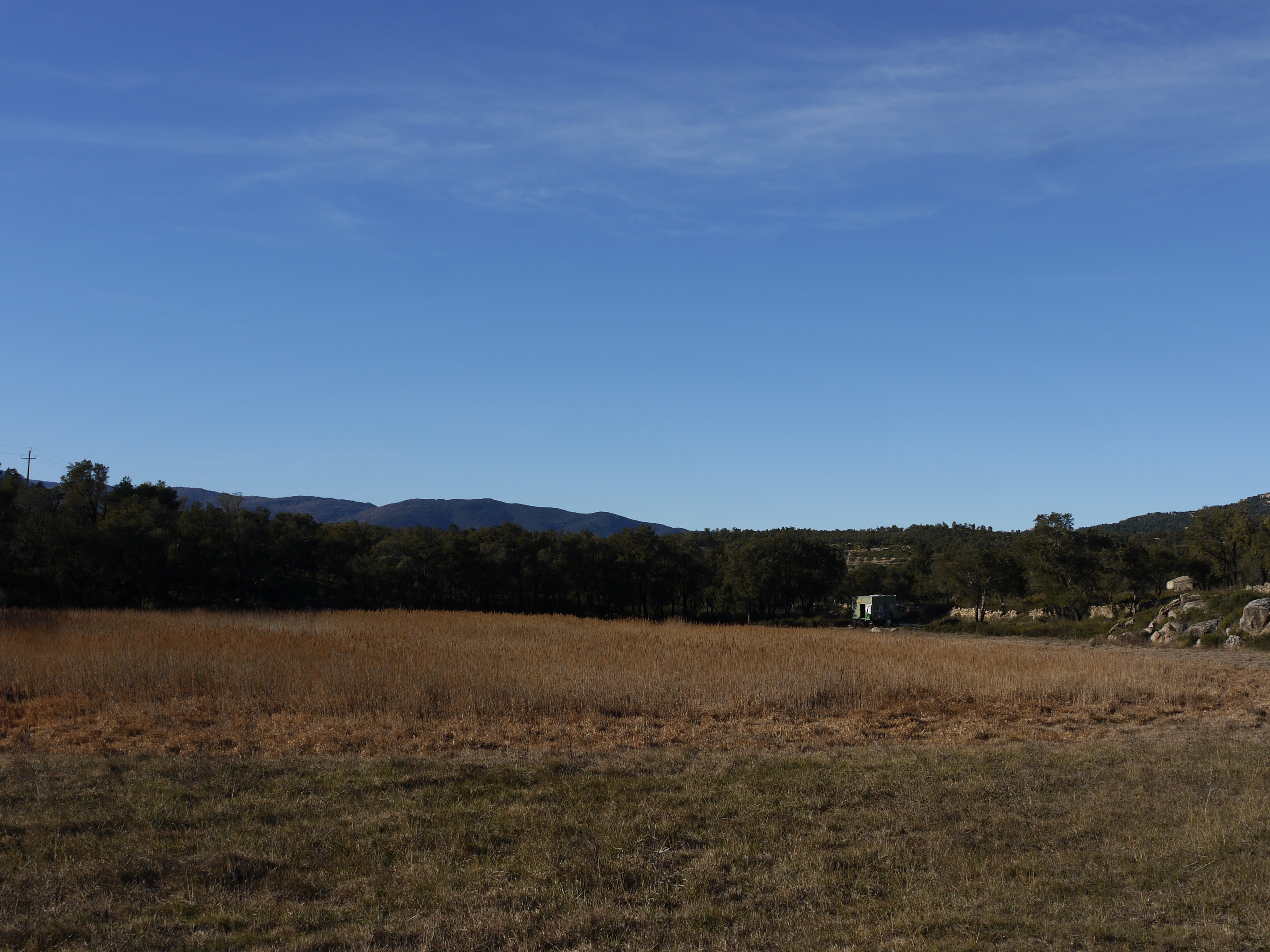
L'Estany Petit (à sec).
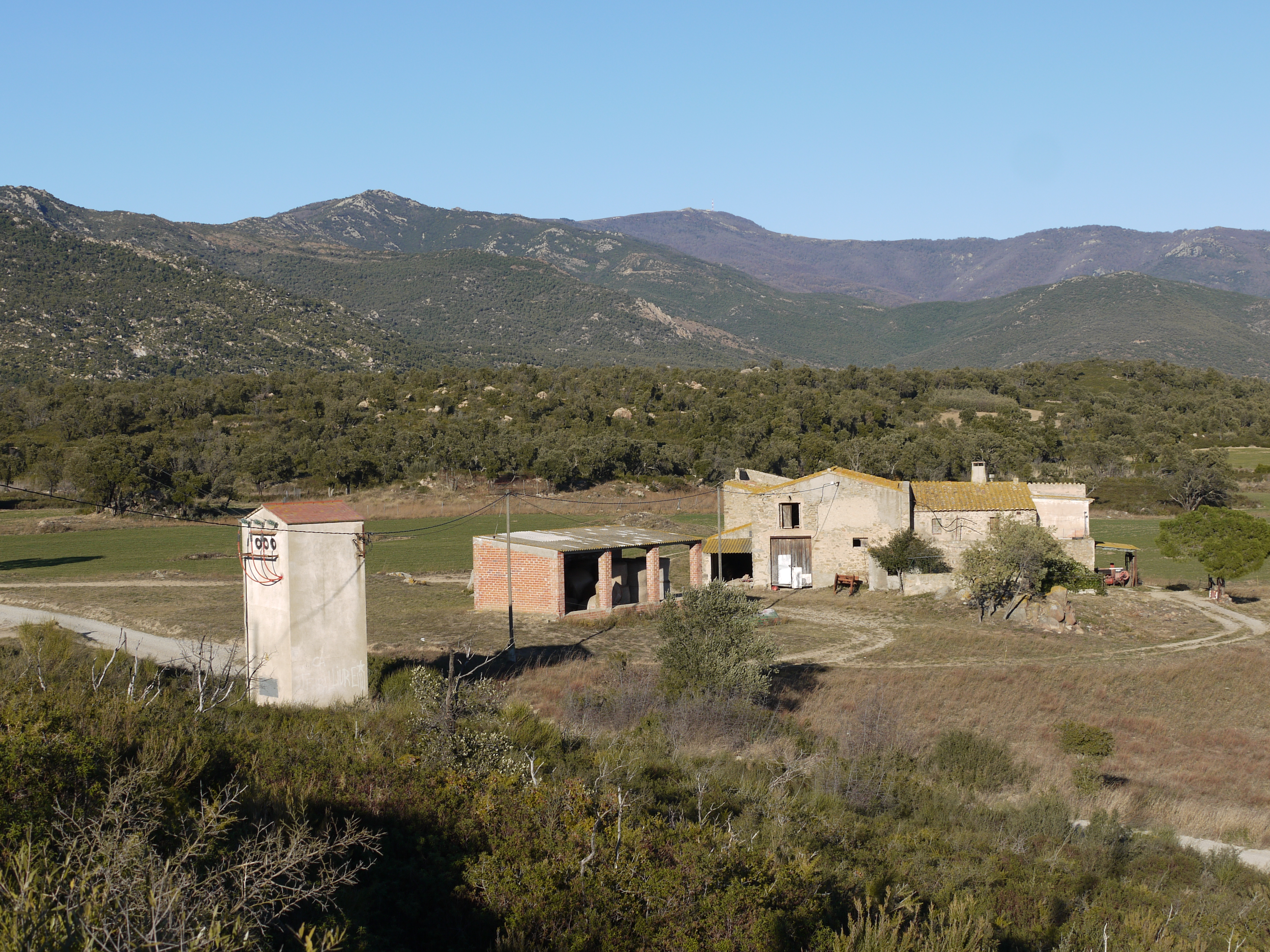
Le Mas dels Estanys.
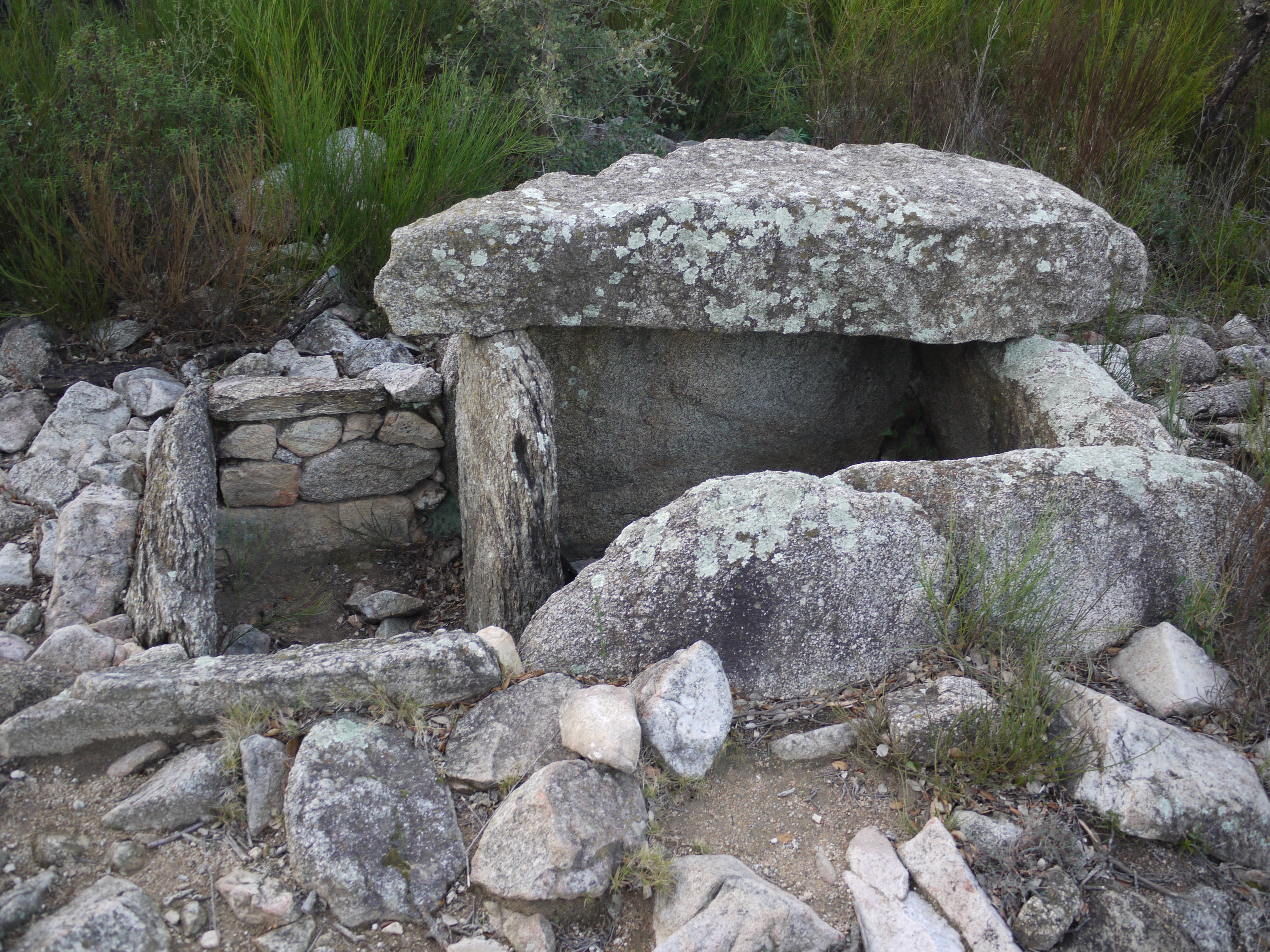
Le dolmen dels Estanys I.
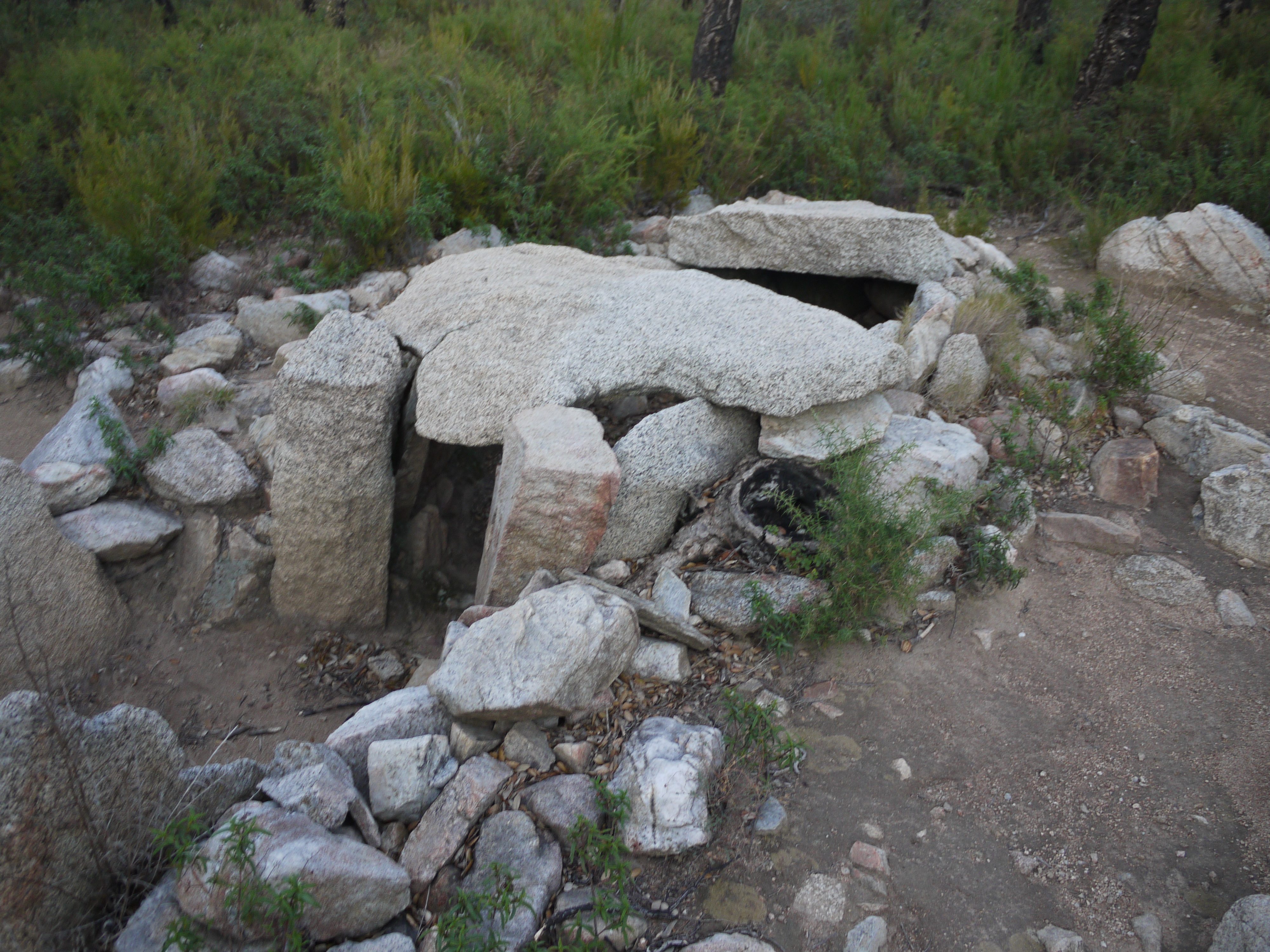
Le dolmen dels Estanys II.
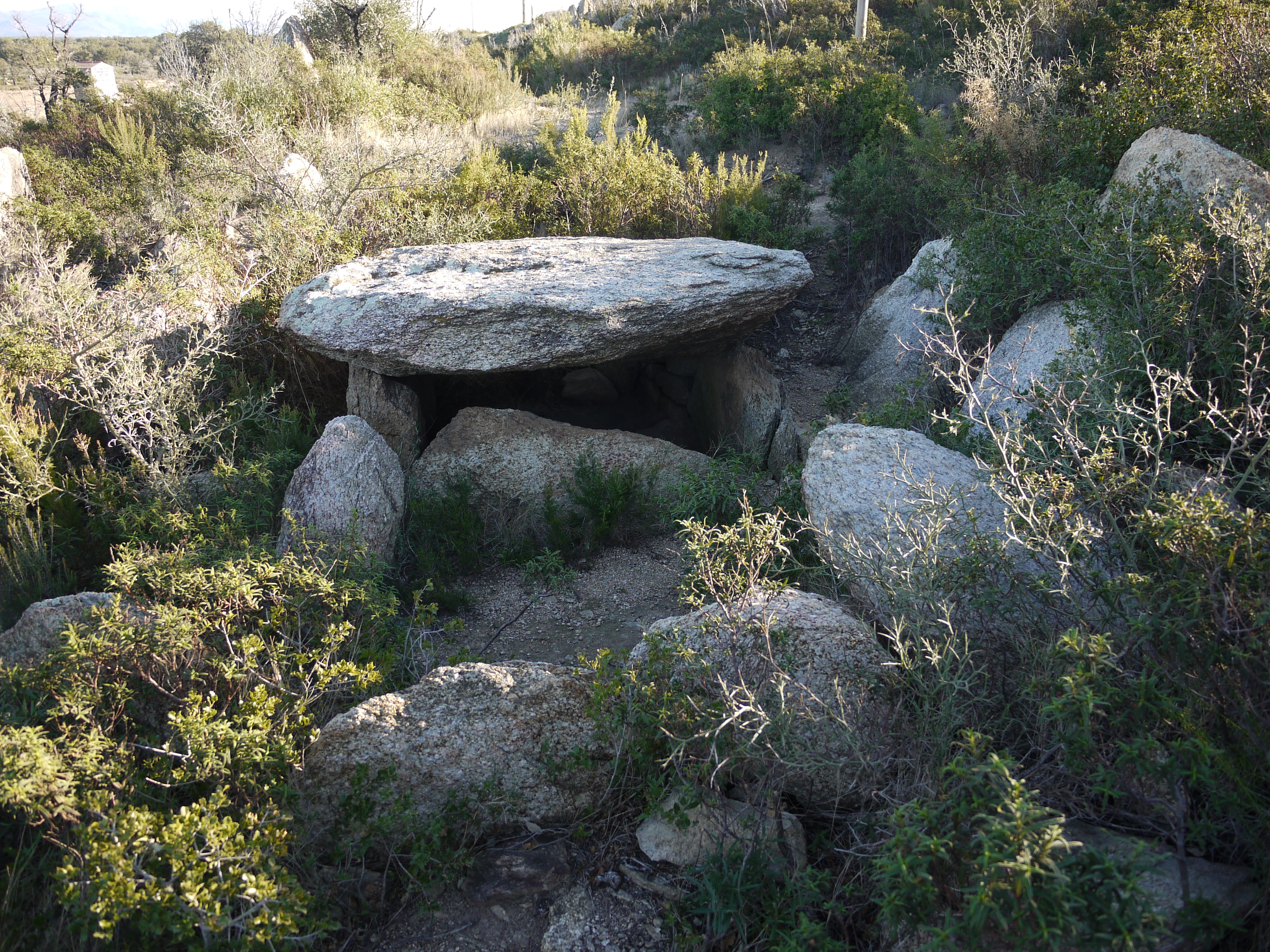
Le dolmen dels Estanys III.

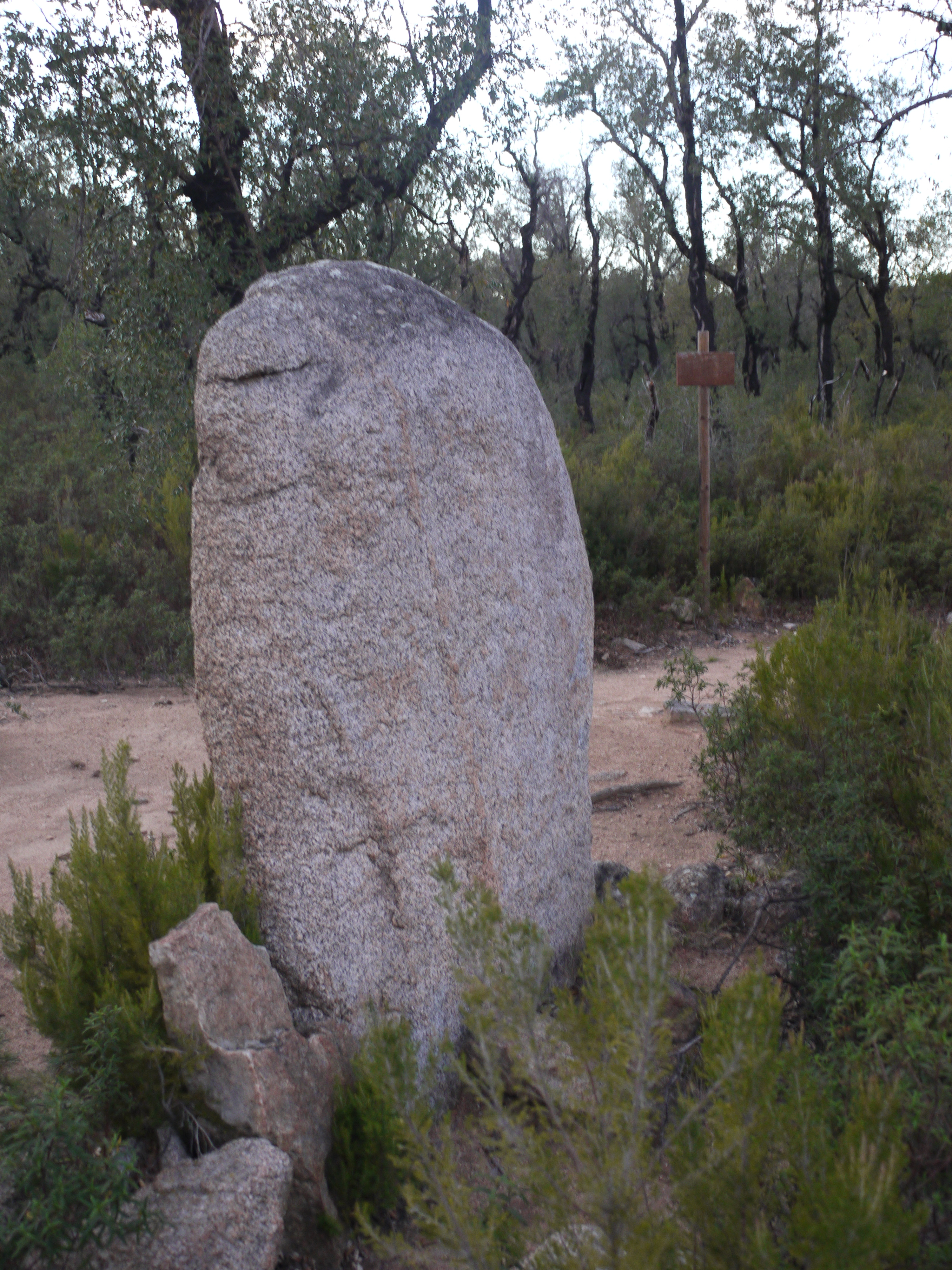
Le Menhir dels Estanys I.
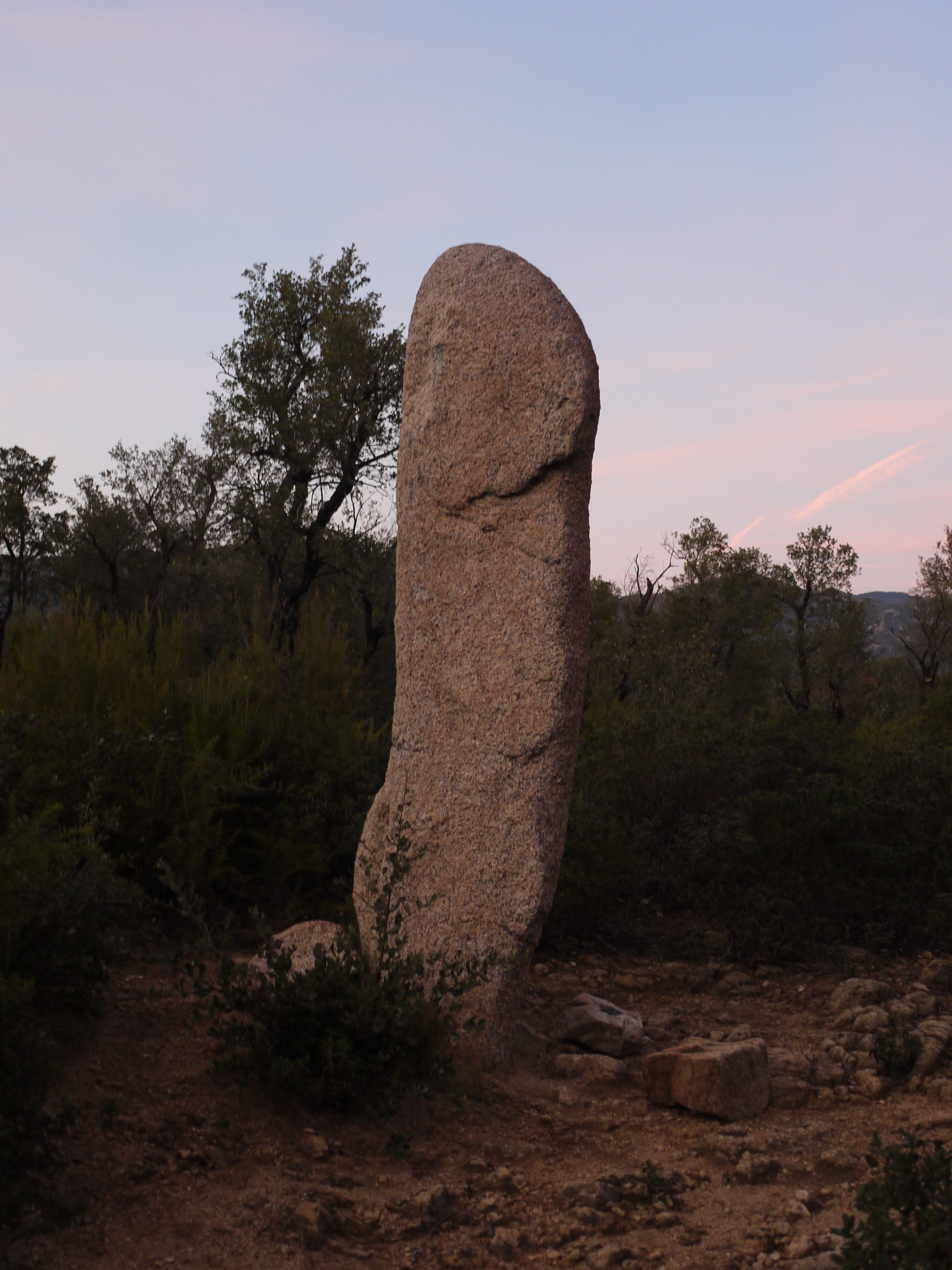
Le Menhir dels Estanys II.